# رية ريشية
رية ريشية أو روحاء ريشية (الاسم العلمي:Rhea pennata) هو نوع من الطيور يتبع جنس الريا من فصيلة الرياوية.